# هوارد ساول بکر
هوارد ساول بکر (به انگلیسی: Howard Saul Becker)؛ (۱۸ آوریل ۱۹۲۸-۱۶ اوت۲۰۲۳) جامعه‌شناس آمریکایی است که در دانشگاه نورث وسترن تدریس می‌کرد. بکر سهم عمده‌ای در جامعه‌شناسی انحرافات، جامعه‌شناسی پزشکی، جامعه‌شناسی هنر و جامعه‌شناسی موسیقی داشته‌است. بکر همچنین به‌طور گسترده در مورد سبک‌ها و روش‌های نوشتاری جامعه‌شناختی مطلب نوشته‌است. در سال ۱۹۶۳ در کتاب بیگانگان پایه‌های نظریه برچسب‌زنی را ارائه کرد.
بکر اغلب، نظریه‌پرداز پارادایم کنش متقابل نمادین یا برساخت‌گرایی اجتماعی خوانده می‌شود، اگرچه او خود را با هیچ‌یک از این پارادایم‌ها همسو نمی‌دانست. بکر که دانش‌آموخته دانشگاه شیکاگو بود، به همراه اروینگ گافمن و انسلم استراوس، بخشی از دومین مکتب شیکاگو (جامعه‌شناسی) به‌شمار می‌آید.

## زندگی

### سال‌های اولیه و تحصیل
هوارد ساول بکر در ۱۸ آوریل ۱۹۲۸ در شیکاگو، ایلینوی آمریکا زاده شد. پسر آلن بکر (۲ آوریل ۱۹۰۲-۲۷ مارس ۱۹۸۸) و دونا بکر (زادۀ برتا گلدبرگ، ۳۱ دسامبر ۱۹۰۴-۱۹۹۷) بود.
پدربزرگ او، گرشون مووشا بکر، از لیتوانی به ایالات متحده مهاجرت کرده بود. بکر نواختن پیانو را از سنین پایین شروع کرد و از ۱۵ سالگی به عنوان پیانیست در کافه‌ها و  کلوپ های شبانه و بعدها با گروه موسیقی دانشگاه نورث وسترن می‌نواخت. به گفته بکر، او به سبب جنگ جهانی دوم و این واقعیت که بیشتر نوازندگان بالای ۱۸ سال به خدمت گرفته شده بودند، توانست به صورت نیمه حرفه‌ای بنوازد. از طریق همین فعالیت موسیقیایی بود که بکر برای نخستین بار در معرض فرهنگ مواد مخدر قرار گرفت که بعدها به مطالعه آن پرداخت. بکر در ۱۶ اوت ۲۰۲۳ در سن ۹۵ سالگی در سان‌فرانسیسکو، کالیفرنیای آمریکا درگذشت.

## دیدگاه‌ها
بکر در کتاب «بیگانگان» کمک شایانی به نظریه برچسب‌زنی کرده است. او استدلال می‌کند که گروه‌های اجتماعی انحراف را از راه وضع قواعدی خلق می‌کنند که نقض آن‌ها موجب انحراف می‌شود. انحراف کیفیتی از عملی نیست که شخص مرتکب می‌شود بلکه حاصل تعریفی است که از سوی دیگران درباره یک عمل به کار می‌رود. اینکه عملی منحرفانه است یا خیر بستگی به این دارد که مردم چگونه به آن واکنش نشان دهند. با این همه، واکنش‌های دیگران بسیار پیچیده است.
بکر دلایلش در خصوص هنر به مثابه یک کنش جمعی را کنار هم می‌گذارد و سعی می‌کند با شرح گستره وسیع کار هنری حاصل از همکاری مجموعه هنرمندان، تهیه‌کنندگان، تولیدکنندگان مواد اولیه، شبکه پخش و توزیع و فروش و مخاطبان به غلط انگاری های پیشینی خاتمه دهد. او در کتاب «جهان‌های هنری» استدلال می‌کند که آثار هنری آفریده‌ افرادی منزوی نیستند، بلکه حاصل همکاری هنرمندان مختلف، تهیه‌کنندگان مواد هنری، توزیع‌کننده‌های آثار هنری، منتقدان، و مخاطبانی هستند که همگی با هم جهان هنری را تشکیل می‌دهند. بکر می‌نویسد: «به نظر من،  رویهمرفته، درست است که جامعه‌شناسی، علاوه بر آن‌چه همگان پیش از این می‌دانسته‌اند، چیز تازه‌ای نمی‌گوید، و از این بابت با علوم طبیعی متفاوت است؛ در عوض، علم اجتماعی خوب، در باب آن‌چه بسیاری از افراد پیشاپیش می‌دانسته‌اند، فهم عمیق‌تری به‌وجود می‌آورد». کتاب «پسران سفیدپوش» از مهم‌ترین آثار در جامعه‌شناسی پزشکی دوره معاصر به شمار می‌رود.

### کتاب
- پسران سفیدپوش: فرهنگ دانشجویی در دانشکده پزشکی، با بلانش گیر، اورت سی. هیوز و انسلم استراوس (شیکاگو: انتشارات دانشگاه شیکاگو، ۱۹۶۱). شابک ‎۹۷۸-۰-۸۷۸۵۵-۶۲۲-۹
- طرف دیگر: دیدگاه‌های انحراف. ویرایش بکر، هوارد اس. (نیویورک: مطبوعات آزاد، ۱۹۶۴). شابک ‎۰−۰۲−۹۰۲۲۱۰-X
- ساخت درجه: سمت آکادمیک زندگی دانشگاهی، با بلانش گیر و اورت سی. هیوز (نیویورک: وایلی، ۱۹۶۸). ویرایش جدید (۱۹۹۵) با مقدمه جدید. شابک ‎۹۷۸−۱−۵۶۰۰۰−۸۰۷−۱
- کار جامعه‌شناختی: روش و جوهر. (شیکاگو: آدلاین، ۱۹۷۰) مقالاتی را گردآوری کرد، از جمله دو مقاله که قبلاً منتشر نشده بودند: «در مورد روش‌شناسی» و «شواهد کار میدانی». شابک ‎۹۷۸−۰−۸۷۸۵۵−۶۳۰−۴
- بیگانگان: مطالعات جامعه‌شناسی انحراف، (نیویورک: مطبوعات آزاد، ۱۹۶۳). شابک ‎۹۷۸-۰-۶۸۴-۸۳۶۳۵-۵
- کاوش جامعه با عکاسی، (گالری مری و لی بلوک، ۱۹۸۱). شابک ‎۹۷۸-۰-۹۴۱-۶۸۰۰۰-۴
- دنیای هنر، (برکلی: انتشارات دانشگاه کالیفرنیا، ۱۹۸۲). شابک ‎۹۷۸-۰-۵۲۰-۲۵۶۳۶-۱
- نوشتن برای دانشمندان علوم اجتماعی، (شیکاگو: انتشارات دانشگاه شیکاگو، ۱۹۸۶، چاپ دوم ۲۰۰۷). شابک ‎۹۷۸-۰-۲۲۶-۰۴۱۳۲-۲
- انجام کارها با هم: مقالات منتخب، (ایوانستون: انتشارات دانشگاه نورث وسترن، ۱۹۸۶). شابک ‎۹۷۸-۰-۸۱۰۱-۰۷۲۳-۶
- ترفندهای تجارت: چگونه در حین انجام آن به پژوهش خود فکر کنید، (شیکاگو: انتشارات دانشگاه شیکاگو، ۱۹۹۸). شابک ‎۹۷۸−۰−۲۲۶−۰۴۱۲۴−۷ گزیده
- گفتاری در مورد جامعه، (شیکاگو: انتشارات دانشگاه شیکاگو، ۲۰۰۷). شابک ‎۹۷۸-۰-۲۲۶-۰۴۱۲۶-۱
- میدونی ...؟ رپرتوار جاز در عمل (شیکاگو: انتشارات دانشگاه شیکاگو، ۲۰۰۹)، با رابرت آر. فاکنر. شابک ‎۹۷۸−۰−۲۲۶−۲۳۹۲۱−۷ گزیده.
- با هم فکر کردن: تبادل ایمیل و همه آن جاز، (لس آنجلس: انتشارات آننبرگ، ۲۰۱۳)، با رابرت آر. فاکنر. شابک ‎۹۷۸−۱−۶۲۵۱۷۲۰۳−۷
- موتزارت چطور؟ در مورد قتل چطور؟ (شیکاگو: انتشارات دانشگاه شیکاگو، ۲۰۱۵). شابک ‎۹۷۸-۰-۲۲۶-۱۶۶۳۵-۳
- شواهد (شیکاگو: انتشارات دانشگاه شیکاگو، ۲۰۱۷). شابک ‎۹۷۸-۰-۲۲۶-۴۶۶۳۷-۸

## برای مطالعهٔ بیشتر
- رالون, گونزالو; رالون, لوریانو (January 2013). "مصاحبه با هوارد اس. بکر". شکل/زمین. ISSN 2292-0811.